# Васильевка (Кантемировский район)
Васильевка — хутор в Кантемировском районе Воронежской области России.
Входит в состав Михайловского сельского поселения.

## География

### Улицы
- ул. Придорожная.

## История
Хутор возник в середине восемнадцатого столетия. Первопоселенцем был некто Васильев, по его имени и назван хутор. 
В 1900 году здесь было 25 дворов и 154 жителя, имелось одно общественное здание. 
В годы коллективизации жители хутора создали колхоз, который впоследствии распался.
Недалеко от Васильевки на возвышении имеется братская могила, где захоронены останки 42 бойцов 6-й армии Воронежского фронта, погибших в ходе наступательной операции «Малый Сатурн» в январе 1943 года. На могиле установлен памятник в виде металлического обелиска со звездой (поставлен в 1947 году). К обелиску прислонены две плиты, на одной из них надпись: 
«Здесь похоронен Горячев Леонид Алексеевич. Родился в 1920 году в селе Яблонька Тульской области». 
15 января 1943 года на въезде в хутор Васильевка был совершен двойной танковый таран. Во время освобождения хутора по головному танку колонны советских войск открыли огонь артиллерийская батарея и три тяжёлых танка противника. "Т-34" под командованием Скобеева Николая Сергеевича загорелся от попадания термитного снаряда. Тогда экипаж с пением "Интернационала" таранили один из танков противника. По примеру командира взвода Скобеева, старший сержант Шутов ведет и свою грозную раненную машину под командованием Анатолия Георгиевича Рысева на таран тяжелого вражеского танка. За этот подвиг командиры и механики-водители были представлены к званию Героя Советского Союза.  
По состоянию на 1995 год, в Васильевке оставалось всего 7 дворов и 12 жителей. 
По состоянию на 2010 год, на хуторе не проживало ни одного человека. 

## Население
| 1900 | 1900 | 1900 | 1900 | 1995 | 2010 |
| ---- | ---- | ---- | ---- | ---- | ---- |
| 154  | 154  | 154  | 154  | ↘ 12 | ↘ 0  |